# Muramasa (Marvel Comics)
Muramasa è un personaggio dei fumetti creato da Chris Claremont e John Buscema pubblicato dalla Marvel Comics che ha debuttato a novembre del 1988 su Wolverine (Vol. 2) #1. In Italia la sua prima apparizione risale a novembre 1989 sulla medesima testata.

## Storia editoriale
Il personaggio è liberamente ispirato al fabbro giapponese Sengo Muramasa vissuto nel periodo Muromachi (XVI secolo).

## Biografia del personaggio
Muramasa era un fabbro demone leggendario in Giappone. Un giorno da giovane finse che un bastone fosse una spada simulando un combattimento per gioco in una foresta. D'improvviso un uccellino chiamato mejiro, un occhialino giapponese, passò fulmineo davanti a lui che d'istinto lo colpì con il bastone e lo uccise. Muramasa prese il corpo ancora caldo tra le mani e piangendo si scusò per la vita rubata. In quel momento fuori dalla carcassa uscì un'essenza, l'anima dell'uccello, che restò sospesa nell'aria come se aspettasse di essere presa da lui. Al gesto dell'uomo egli provò un brivido e capì che ora l'anima apparteneva a lui. Raccolto il bastone essa si trasferì nel legno e divenne più duro e così forte da distruggere le pietre.
Durante la centenaria guerra civile giapponese cominciata a metà del XV secolo, Muramasa forgiò la Lama Nera usando una parte della sua anima oscura. La Lama fece sì che chi la impugnava veniva sopraffatto da una bramosità di sangue inesauribile.
A metà del XX secolo Muramasa fu cercato da Logan dopo che sua moglie Itsu, incinta di Akihiro (alias Daken), fu uccisa da Winter Soldier a Jasmine Falls. Muramasa accettò di creare per Logan una spada, forgiata dall'immane rabbia e odio che provava mista con il suo sangue e un pezzo della sua anima. Il processo durò un po' di tempo, ma la lama fu creata per Logan che tornò dal fabbro dopo aver riacquistato completamente i suoi ricordi dopo l'M-Day e prese la Lama Rossa, poi chiamata Lama di Muramasa, capace di tagliare persino l'adamantio. 
Poco tempo dopo Muramasa creò segretamente anche uno scudo, lo Scudo di Muramasa, sfruttando sempre l'animo rabbioso di Wolverine per difendersi dalla Lama di Muramasa.
Di recente si è scoperto che l'acido che secerna Sevyr Blakmore, paladino di Arakko, può sciogliere la lama e distruggerla.

## Poteri e abilità
Muramasa è presumibilmente immortale, un ottimo spadaccino e un fabbro leggendario. Quando realizza qualsiasi arma può inserire un'anima nel metallo creando una fusione di anima e acciaio che è la fusione dei piani terreni e spirituali, una fusione elementale tra i mondi. È un patto con i morti, che nulla disprezzano di più che i vivi e dunque le sue armi feriscono più di tutte.